# Імаджинаріум доктора Парнаса (фільм)
«Імаджинаріум доктора Парнаса» (англ. The Imaginarium of Doctor Parnassus, також «Уявляріум доктора Парнаса») — фантастичний фільм режисера Террі Гілліама. Прем'єра відбулася на 62-му Канському кінофестивалі в рамках програми «Двотижневик режисерів». Вихід фільму в прокат відбувся у 2010 році. Роль Тоні Шепарда стала останньою для австралійського актора Гіта Леджера.

## Сюжет
Сюжет оповідає про доктора Парнаса та його Імаджинаріум — незвичайне пересувне шоу, завдяки якому глядачі потрапляють у дивовижний і екзотичний світ фантазій, де отримують унікальну можливість зробити вибір між чеснотою і пороком. Доктор Парнас має дар розкріпачувати і багаторазово посилювати уяву інших людей, тимчасово перетворюючи їхні фантазії в реальність, але водночас несе прокляття темної таємниці. Колись дуже давно він уклав парі з дияволом, таким собі містером Ніком, і виграв безсмертя. Багато століть по тому доктор Парнас зустрів справжнє кохання і уклав нову угоду з дияволом — обміняв безсмертя на юність, але з однією умовою: усі його діти по досягненні шістнадцяти років повинні стати власністю містера Ніка. Валентині — доньці головного героя — невдовзі виповниться шістнадцять років, і доктор Парнас всіляко намагається вберегти її від неминучої долі. Містер Нік прибуває за Валентиною, але, завжди готовий до нового парі, він домовляється про нову ставку. Відтепер переможцем стане той, хто першим спокусить і полонить п'ять душ. Доктор Парнас шукає союзників, навіть збирається обіцяти руку доньки тому, хто допоможе йому обставити диявола. Йому належить подолати безліч сюрреалістичних перешкод і раз і назавжди виправити всі помилки минулого, щоб врятувати свою Валентину. На цьому шляху йому допомагають, а іноді і заважають члени трупи — суворий і практичний карлик на ім'я Персі, симпатичний хлопчина Антон і таємничий незнайомець Тоні.

## У ролях
- Гіт Леджер — Тоні Шепард, таємничий незнайомець, який приєднується до групи бродячого цирку
  - Джонні Депп — Тоні (перша трансформація)
  - Джуд Лоу — Тоні (друга трансформація)
  - Колін Фаррел — Тоні (третя трансформація)
- Крістофер Пламмер — доктор Парнас, тисячолітній ватажок групи
- Ендрю Гарфілд — Антон, член групи бродячого цирку
- Верн Тройєр — Персі
- Лілі Коул — Валентина, донька доктора Парнаса
- Том Вейтс — містер Нік, диявол
- Пітер Стормаре — президент Всесвіту
- Палома Фейт — Саллі, дівчина з паба
- Майкл Еклунд — асистент Тоні
- Гвендолін Крісті — покупець

## Український дубляж
Фільм дубльовано студією «Tretyakoff Production» у 2010 році.
Ролі дублювали: Михайло Тишин, Катерина Брайковська, Павло Скороходько, Михайло Войчук, Андрій Бурлуцький, Ольга Радчук, Юрій Кудрявець, Михайло Кришталь, Андрій Федінчик та інші.

## Українське двоголосе закадрове озвучення
Українською мовою озвучено телекомпанії Новий канал
Ролі озвучували: Євген Пашин та Катерина Брайковська

## Нагороди й номінації
- 2010 — дві номінації на премію «Оскар»: найкраща робота художників (Девід Воррен, Анастасія Масаро, Керолайн Сміт), найкращі костюми (Монік Прюдом)
- 2010 — дві номінації на премію «Сатурн»: найкращий міжнародний фільм, найкращий грим (Сара Монзані)
- 2010 — дві номінації на премію Британської кіноакадемії: найкращий грим і зачіски (Сара Монзані), найкраща робота художників (Девід Воррен, Анастасія Масаро, Керолайн Сміт)

## Факти
- Після смерті виконавця головної ролі Гіта Леджера знімальна група потрапила у скрутне становище: частину матеріалу вже було відзнято, але цього було недостатньо. Рішення незабаром знайшли: за сюжетом герой проходить крізь чарівне дзеркало доктора Парнаса, і після цього моменту його зовнішність зміниться, тоді роль Тоні зіграли одразу три актори: Джонні Депп, Джуд Лоу та Колін Фаррелл. Після зйомок вони віддали свої гонорари дворічній доньці Гіта Леджера Матильді.
- У фільмі є ряд сумних збігів: героя Гіта Леджера на початку фільму знаходять повішеним під мостом, у сценарії (написаному задовго до смерті Гіта) був рядок, який Крістофер Пламмер не захотів вимовляти після його смерті: «У світі повно історій — комедій, мелодрам… і історій непередбаченої смерті», а в іншій сцені Джонні Депп виголошує довгу промову, дуже схожу на надгробний панегірик на честь Гіта.
- Спочатку передбачалося, що роль Тоні зіграє Том Круз, було навіть укладено попередню угоду з агентом актора, проте Гілліам вибрав саме Леджера. Після смерті Гіта Том Круз запропонував свою кандидатуру на роль Тоні, проте знову отримав відмову. Також на роль претендували Г'ю Джекмен і Крістіан Бейл.
- Багато моментів та діалогів у фільмі — імпровізація акторів.
- Продюсером фільму виступила донька режисера Емі.
- Насправді трубка в трахеї не здатна врятувати від смерті при повішанні, оскільки навіть якщо усунути можливість асфіксії, смерть настане від здавлювання сонної артерії або перелому шиї.
- Споруда на колесах, в якій пересувається цирк, повторює форму шарманки.